# Dubinné
Dubinné (bis 1927 slowakisch „Dubiné“; ungarisch Tölgyed – bis 1907 Dubine) ist eine Gemeinde im Osten der Slowakei mit 333 Einwohnern (Stand 31. Dezember 2024). Sie gehört zum Okres Bardejov, einem Kreis des Prešovský kraj, und wird zur traditionellen Landschaft Šariš gezählt.

## Geographie

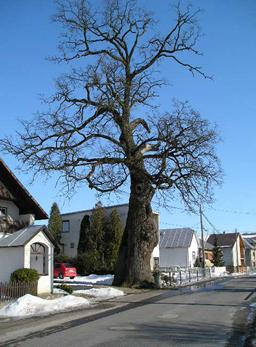
Stieleiche von Dubinné

Die Gemeinde befindet sich in den Niederen Beskiden, noch genauer im Bergland Ondavská vrchovina, im Tal der Topľa am Zusammenfluss mit dem linksseitigen Bach Cerninka (lokal auch Rika genannt). Das Ortszentrum liegt auf einer Höhe von 216 m n.m. und ist 15 Kilometer von Bardejov entfernt (Straßenentfernung).
In der Ortsmitte steht eine seit dem Mittelalter wachsende Stieleiche, die für die erste Austragung des Wettbewerbs „Europäischer Baum des Jahres“ im Jahr 2011 nominiert wurde und ein Jahr vorher den nationalen Wettbewerb „Baum des Jahres“ (slowakisch Strom roka) gewonnen hat.
Nachbargemeinden sind Šašová im Norden, Nordosten und Osten, Kurima im Südosten und Süden, Nemcovce im Südwesten, Poliakovce im Westen und Brezovka im Nordwesten.

## Geschichte

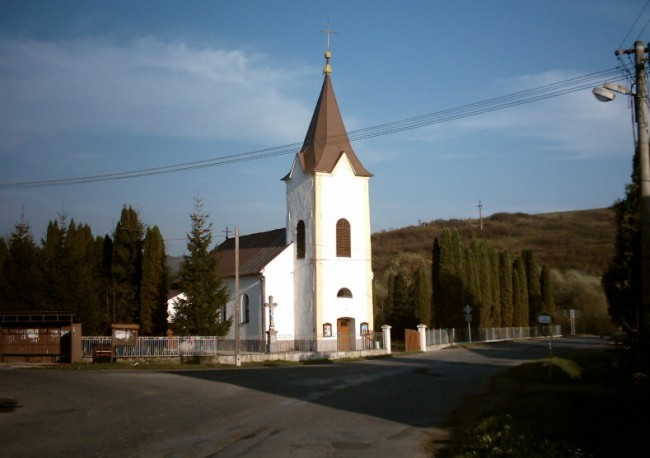
Kirche Mariä Namen in Dubinné

Dubinné entstand auf damaligem Gemeindegebiet von Kurima und wurde zum ersten Mal 1327 als Dubynna schriftlich erwähnt. Weitere historische Bezeichnungen sind unter anderen Dobina (1329), Dubynna (1352), Dubina (1773) und Dubiné (1808). 1352 wurde der Ort Besitz des Geschlechts Cudar sowie der Herrschaft von Makovica. 1427 wurden 35 Porta verzeichnet. Im späten 15. Jahrhundert wurde Dubinné durch ein polnisches Heer verwüstet. 1711 kam es zu einer Entvölkerung durch die Flucht von Untertanen aus dem Dorf.
1787 hatte die Ortschaft 49 Häuser und 327 Einwohner, 1828 zählte man 38 Häuser und 425 Einwohner.
Bis 1918 gehörte der im Komitat Sáros liegende Ort zum Königreich Ungarn und kam danach zur Tschechoslowakei beziehungsweise heute Slowakei. In der Zeit der ersten tschechoslowakischen Republik waren die Einwohner als Landwirte tätig. Nach dem Zweiten Weltkrieg pendelte ein Teil der Einwohner zur Arbeit in Industriebetriebe in Bardejov und Košice, die örtliche Einheitliche landwirtschaftliche Genossenschaft (Abk. JRD) wurde im Jahr 1959 gegründet.

## Bevölkerung
| Jahr                | 1994 | 2004    | 2014     | 2024    |
| ------------------- | ---- | ------- | -------- | ------- |
| Anzahl der Personen | 349  | 328     | 365      | 333     |
| Unterschied         |      | −6,01 % | +11,28 % | −8,76 % |

| Jahr                | 2023 | 2024    |
| ------------------- | ---- | ------- |
| Anzahl der Personen | 331  | 333     |
| Unterschied         |      | +0,60 % |

Nach der Volkszählung 2011 wohnten in Dubinné 362 Einwohner, davon 354 Slowaken und ein Russine. Sieben Einwohner machten keine Angabe zur Ethnie.
325 Einwohner bekannten sich zur römisch-katholischen Kirche, 25 Einwohner zur griechisch-katholischen Kirche und zwei Einwohner zur orthodoxen Kirche. Zwei Einwohner waren konfessionslos und bei acht Einwohnern wurde die Konfession nicht ermittelt.

## Baudenkmäler
- römisch-katholische Kirche Mariä Namen im neoklassizistischen Stil aus dem Jahr 1863[7]

## Verkehr
Durch Dubinné führt die Cesta III. triedy 3533 („Straße 3. Ordnung“) von Bardejov (Anschluss an die Cesta I. triedy 77 („Straße 1. Ordnung“)) nach Kučín. Im Ort zweigt die Cesta III. triedy 3515 Richtung Šašová und Ortuťová ab.